# 讓-弗朗索瓦·吉萊
讓-弗朗索瓦·吉萊（法語：Jean-François Gillet；1979年5月31日—）是一位比利時足球運動員。在場上的位置是守門員。他現在效力於意大利足球乙級聯賽球隊卡塔尼亞足球俱樂部。他也代表比利時國家足球隊參賽。